# 2517 Orma
2517 Orma је астероид главног астероидног појаса са средњом удаљеношћу од Сунца која износи 3,184 астрономских јединица (АЈ).
Апсолутна магнитуда астероида је 11,7.